# 葛西囃子
葛西囃子（かさいばやし）は、祭の際に演奏される音楽で、祭囃子（まつりばやし　おはやし）の一つ。神田囃子などをはじめとした現在の東京都およびその周辺の祭囃子の祖。
葛西囃子と言う名称は戦後有志によって保存会が結成されてから付けられたものであり、それまでは特定の呼称を有さず単に「お囃子」と呼ばれていた。ここでは便宜上、金町を中心とした葛飾方面の農村に伝承され江戸の祭礼囃子の源流となった郷土芸能を「葛西囃子」と称する。
葛西囃子には「本所（ほんじょ）囃子」「神田囃子」「住吉囃子」等の支派が多数存在するがこれらはいずれも葛西囃子より派生したものである。なお、現在では「きりばやし」と言う流儀が葛西囃子の代表となっている。
葛西囃子は江戸祭り囃子の代表的存在とされ、神田祭や山王祭と言った江戸の天下祭において付祭（つけまつり）の山車（だし）囃子として奉仕する事を常としている。

## 概要
江戸時代、東葛西領の総鎮守であった金町村の香取神社(葛飾区、葛西神社)の神官が創作した祭り囃子。現在の東京都およびその周辺の祭り囃子の祖とされる。

### 発祥と歴史
葛西囃子の起源は、一説によれば享保(1716～36)の初めに、江戸葛西領金町村30鎮守であった香取明神(現葛飾区東金町町の葛西神社)の神主・能勢環が敬神の和歌に合わせて音律を工夫創作し、これを和歌ばやしと名づけて村内の若者に教え神霊を慰めたのものとされている｡以来天下泰平国家安全の奉納囃子として改良されながら葛西領一円、更に江戸市中に広まり各地の祭礼に用いられたもの。又､享保四年関東の代官伊奈半左衛門はこれを若者善導の社会施策の一つとして奨励し、毎年各町村 より推薦会を行い、その代表者を神田明神の将軍 上覧祭りに参加させたので一層普及し、農業の余暇に能勢環より囃子を習う者が続出した。明治時代にかなり流行したようだが、現在では切り囃子という流儀が葛西囃子の代表になっている｡
幕末の嘉永年間、黒船事件以来一時衰退、安政四年六月の神田祭に月番寺社奉行松平氏のきも入りで復活したが間もなく明治維新以来に至る社会情勢のため自然に中止となった。
その後､世相の安定と共に復活し、維新以来の大祭として知られる明治十七年の神田祭には葛西方面から表青戸の源次郎、小松川村の角次郎、鹿骨村の七五郎、そっぱの伝次郎、新宿町助次郎の名人が参加してその妙技を示し好評を博している｡しかし､この頃には神田の人たちも葛西方面から囃子方を呼ばなくてもいいように葛西囃子を会得し神田囃子を創始した。こうして品川・目黒・大井・等々力・馬込・渋谷・阿佐ヶ谷　三つ目囃子など、それぞれの土地名を付けた囃子が生まれた｡ さらに多摩川すじを経て青梅方面まで発展していき、これらの囃子が最も盛んな頃は明治中期であった。

### 葛西囃子の流儀
江戸時代、名人と呼ばれる演奏者の傑出は祭りに於ける山車の流行とも相まって隆昌の一途を辿る。こうしたお囃子の流行は関東周辺にも広まり後に秩父、川越、石岡、また東北地方、東海地方の囃子の流儀を生む所となった。
各地方に伝播した葛西囃子は地域によって変遷を遂げている。現在では金町・江戸川方面に伝承されている流儀の「きりばやし」がその代表的存在となっているが江戸時代には亀有の「美濃がえくづし（別名：三の輪囃子）」と言う流儀が大流行している。江戸の深川方面では旗本の次男・三男が半ば娯楽として習い覚えたのが「深川囃子」となり、本所割下水に住む御家人連中に伝えたのが「本所囃子」となった。一方浅草猿若町の三芝居の連中が葛西から習った拍子を変化させたのが「住吉囃子（別名：裏囃子）」、その他「松江囃子」、「三浦囃子」などの流派が編み出された｡やがて「神田囃子」、「目黒囃子」などが次々に編成編されて、その技量の程を競ったと言う。
ちなみに当初、神田囃子は即ち葛西囃子でもあったのだが神田の氏子が葛西囃子の技術を取得してから神田囃子として発展して行ったと言われる。

### 演奏形態・楽器
編成は5人で、大太鼓(大胴)1名、しめ太鼓（しらべ）2名、笛（とんび）1名、鉦（よすけ）1人名。
ケテンテケテンテンテンステックという「上げ」（打ち込み）の囃子にはじまり、屋台囃子という曲から一定の順序で数曲続け、ふたたび屋台囃子で終わるというのが一般的。

### 葛西囃子の編成
葛西囃子は「五人ばやし」とも称せられる様に五人で編成される。その配列は向かって左より、大太鼓・締太鼓（タテ）・締太鼓（ワキまたはナガレ）が前列、そして後列が笛・鉦（かね）となっている。

### 曲目
1.打ち込み

（締太鼓を打ち込む。言うなれば前奏曲部分）

2.屋台

（笛、締太鼓、鉦、大太鼓、と次第に音調を整える）

3.昇殿

（全体としてゆったりとした演奏）

4.鎌倉

（鳶職の「木遣り」と似ている。比較的静か）

5.四丁目（師調目・使丁舞・四丁舞）

（一番賑やかに奏する箇所で演奏者の技量が問われる）

6.屋台

以上の順序で演奏する六段構成が基本となっている。
追記すると、四丁目には締太鼓のタテが「四丁目の玉」を打つとワキが「玉の地」を打つ玉入りが入る。（「玉」とは笛の調子に合わせて即興で打つ太鼓の事を言う）
なお、上記の他に御輿巡行を迎える「投げやり」、おかめ・ひょっとこ等の馬鹿面を被った道化踊りの「忍馬（にんば）」、獅子舞の「勇み」「清め」「じゃれ」等の曲目が存在する。

### 囃子道具
大太鼓　　　　　　　　別名：大胴（おおど）1基

締太鼓（しめだいこ）　別名：しらべ2基

笛　　　　　　　　　　別名：とんび1管

鉦（かね）　　　　　　別名：よすけ1個

等

### 踊り
馬鹿面踊り

寿獅子舞

ひょっとこ

おかめ

等

### 葛西囃子の修練と成果
かつて葛西囃子の練習は11月、収穫が済んだ時期の余暇を練習に充てる形で開始された。その多くは葛飾区の青戸・亀有・金町・新宿・奥戸等の農家の人員で構成されるが技術の取得には修練を要し、一定の技量となるには1〜2年は掛かるとされる。その中に於いて笛はとりわけ上達が困難とされ、数年（人によっては10年とも言われる）の稽古を経てやっと人前で演奏出来る一人前の笛吹きとなれると言う。
当然その練習は厳しいものであり特に江戸時代には稽古場に於ける以下の規則を遵守する事が必須だった。
定

一、稽古場にて酒飲むべからず、朔日、十五日、二十八日、稽古仕舞ひ候て後は格別の事

一、喧嘩口論堅く禁制たるべし

一、稽古場にて安座（あぐら）かき申間敷事

一、世話役の外、其処は打った抔（など）と多言致間敷事

一、仲間の中は折合能く可致事

追記すると、上記は代官伊奈半左衛門が葛飾地方の人心の利導を目的とした上で拵えて置いた条文とされる。
こうした背景において輩出された名人が江戸の天下祭へと参加し、葛西囃子は江戸で大流行する事となったのである。

### 葛西囃子保存会
葛西囃子の保存伝承のために昭和24年に東都葛西囃子睦会が結成され都内神社等の祭礼や伝統行事、地域イベント等での上演を行っている。
また、有志によって昭和26年に葛西囃子保存会（葛西神社事務局）が結成され現在も葛西神社の例大祭・酉の市の祭事に奉納演奏を、また毎月中旬の日曜日にも同神社の境内に於いて稽古が行われている。葛西囃子保存会は近年その活動領域を広げ、葛西囃子の素晴らしさを伝える為にオーストラリアやウィーン等、海外への遠征公演も果たした。
なお、上記の他にも葛飾区・江戸川区を中心とした地域に各保存会が存在する。

## 無形文化財指定の経緯
東京都は1953年（昭和28年）11月3日、東都葛西囃子睦会による葛西囃子（江戸川区）を無形民俗文化財に指定した。これに対し長年、本家争いを繰り返してきた葛飾区側は猛抗議を行った。これに対して東京都は1954年（昭和29年）4月9日、葛飾区の葛西囃子、神田囃子も包括して「江戸の祭囃子」として再指定を行った。